# Joris Denaux
Joris Denaux (Assebroek, 11 december 1910 – Brugge, 28 januari 2008), officieel Georges Joseph Leon Denaux, was een Belgisch onderwijzer, schooldirecteur en auteur van schoolboeken over religieuze onderwerpen.

## Levensloop
Denaux was geboren in de Nijverheidsstraat in Assebroek, als zoon van Joseph Denaux (1882-1946) en Julia Caplé en jongere broer van de latere musicoloog Maurits Denaux (1909-1992). Hij doorliep de lagere school op Assebroek in de Wantestraat en werd er opgemerkt door de pedagoog Alberic Decoene, die van de ouders bekwam dat ze hun zoon voor onderwijzer lieten studeren.
Hij vertrok naar het internaat van de normaalschool in Torhout. Hij behaalde er het onderwijzersdiploma in 1932 en in 1933 werd hij onderwijzer in de lagere afdeling van het Sint-Lodewijkscollege. Hij volbracht er zijn hele loopbaan, in verschillende klassen. In 1970-1975 was hij directeur van de afdeling.
Joris Denaux, levenslustig man met een typisch Brugse onderkoelde humor, trouwde met Amanda Gerard (30 april 1909 - 12 april 1995), verpleegster en yogalerares. Ze kregen dertien kinderen en adopteerden er een veertiende, de Congolees Peter (1957-2010). Een van de oudsten is professor Adelbert Denaux. Ze woonden in de schaduw van de Sint-Christoffelkerk en hij was, naast zijn beroepsactiviteiten, zeer actief in zijn woonplaats. Hij werkte mee in het parochieleven en hij was gedurende veertig jaar secretaris van de Bond van Grote en Jonge Gezinnen. Weduwnaar geworden, hertrouwde hij in 2000 met de weduwe Yvonne Verpoort (°1932). Ze gingen in het stadscentrum wonen, waar hij op hoge leeftijd overleed.

## Publicaties
- Uit de Godsdienstige Geschiedenis van het Oud Verbond, handboek voor het lager onderwijs, Brugge, Verbeke-Loys, 1940.
- Jezus van Nazareth. Leer en Leven, Brugge, Verbeke-Loys, 1941.
- Heilsgeschiedenis van Oud- en Nieuw Verbond.
- Ik leef mee met de Kerk, liturgieboek.
- Op nieuwe banen: onderricht in de Gewijde Geschiedenis van het Oud Verbond.
- Uit de godsdienstige geschiedenis van het Oud Verbond, geïllustreerd door Jos. De Coene en J. De Groote, voor de vierde graad; vijfde en zesde humanioraklassen, eerste en tweede middelbaar en normaal onderwijs, tweede herwerkte uitgave, Brugge, Verbeke-Loys,  1946.
- De Bijbelse Oergeschiedenis (Genesis I-III) voor leerkracht en schoolgebruik.
- Twee geleide Missen voor kinderen van de lagere school.
- Het leven van Jezus,
- Handboek bij de Evangeliecursus.
- Vorming tot bidden op school.
- Sleutel op de Evangeliën en de Handelingen, DDB, 1969.
- Heilige Bronnen.